# 2015年福建古雷PX工厂爆炸事故
古雷PX工厂爆炸事故发生在2015年4月6日傍晚18点56分，位于福建省漳州市漳浦县古雷港经济开发区的古雷石化(PX项目)厂区发生爆炸。大火扑灭后两度复燃，最终于2015年4月9日扑灭，造成14人受伤。
PX项目原计划落户厦门，由于舆情反响巨大，改选在漳州古雷半岛。古雷工业园随后接纳了许多石油化学项目，一度标榜为“成功经验”，随本次事件发生而转入低调。
古雷PX项目曾在2013年出过安全事故，本次爆炸事件发生也引发关注，起底了违规环评；国家安全生产监督管理总局也开展了全国范围的检查。

## 背景
腾龙芳烃最早希望在厦门海沧区进行PX项目建设，由于在项目听证期间受到厦门市民反对，最后于2008年项目迁址到漳州市漳浦县的古雷港经济开发区，于2009年3月获得发改委核准，同年5月动工。
该项目在2013年初因环评违规被环保部处罚。同年7月30日，其一条未投用的加氢裂化管线发生爆炸事件。

## 经过
爆炸所屬之騰龍芳烴（漳州）有限公司在2015年3月12日曾發通知稱3月14日至4月7日停工檢修。
同年4月6日18:56，古雷石化（PX项目）厂区33號騰龍芳烴裝置和周邊的常壓渣油儲罐發生漏油着火事故，並發生爆炸，据泉州網記者報道半径四、五十公里内均有震感，持續約四五秒，并能观察到厂区有巨大磨菇雲、濃煙滾滾、火光，伴着難聞氣味，附近居民有窗户玻璃被震碎，兩個重石腦油和一個重整液儲罐起火

## 救援与处理
福建消防總隊調集漳州、廈門、龍岩三地131輛消防車（包括水罐车、泡沫车、战勤保障车等），783名官兵趕赴現場救援，另外第31集團軍某師防化營緊急出動118人，動用核爆探測車、防化偵察車、防化化驗車、洗消車等25台車輛，攜帶偵毒器、偵毒管、輻射儀等500餘套偵毒設備，以及防毒服、防毒面具等200餘套防護器材支援。
至4月7日16点40分，最后一个着火储罐也被扑灭，但610号罐在同日19時40分-23時40分曾复燃，4月8日凌晨2时09分再度复燃，火势较大，延烧到609罐，凌晨4時半古雷所在居民撤離。
9日凌晨2时57分，再度宣告大火扑灭。

## 伤亡
爆炸造成12人輕傷、兩人重傷；重傷者被送往漳浦縣醫院救治。

## 调查
次日（4月7日）中午，事故处置指挥部公布事故原因，为二甲苯装置率先着火，引燃西侧约100米处3个中间罐（607、608与610罐），后者分别存放2000、6000立方的重石脑油和4000立方轻重整液。
在财经网对一位匿名接受采访的石化高官采访中，显示之前检查中“早有安监专家在检查该厂时发现安全管理状况糟糕，但还是没重视”。《南方周末》则披露，此次事故11个月前的2014年5月，环保部官方网站曾公示古雷石化基地规划环评未完成，要求发改委撤销该基地总体发展规划；页面发出之后不到一小时，该页面即不可访问。

## 反应
- 国家安全生产监督管理总局在事件后，开展了全国范围，针对PX项目的检查[8]。